# Judith Cortesão
Maria Judith Zuzarte Cortesão, mais conhecida como Judith Cortesão, (Porto, 31 de dezembro de 1914 – Genebra, 25 de setembro de 2007) foi uma geneticista, ecóloga, ambientalista e professora universitária luso-brasileira.
Judith foi fundadora, conselheira e consultora da Fundação SOS Mata Atlântica. Participou também da criação do curso de pós-graduação em Educação Ambiental da Fundação Universidade Federal do Rio Grande (Furg), foi assessora de Política Ambiental do Ministério do Meio Ambiente, representante no Pantanal do Serviço do Patrimônio Histórico e Artístico Nacional (SPHAN), diretora do Centro de Estudos Terra/Homem (SPHAN) e representante do Brasil em encontros internacionais relacionados às questões marinhas, tendo participado também de expedições brasileiras na Antártida.

## Biografia
Judith nasceu na cidade do Porto, em 1914. Era filha do renomado médico, escritor, político e historiador historiador português Jaime Zuzarte Cortesão e de Carolina Ferreira Cortesão. Tinha dois irmãos: uma irmã mais velha, Maria da Saudade Cortesão Mendes, nascida em 1913, poeta e tradutora de obras estrangeiras para língua portuguesa, laureada com o Prêmio Fábio Prado de Poesia por seu primeiro livro Dançado Destino. Maria da Saudade foi casada com o brasileiro, também poeta, Murilo Mendes e faleceu em 25 de novembro de 2010, aos 97 anos de idade, em Lisboa. Seu irmão mais novo era médico António Augusto Zuzarte Cortesão, nascido em 29 de janeiro de 1916 e falecido no ano de 1995, também escritor e tradutor.
Devido à participação de seu pai na revolta de fevereiro de 1927 e com o insucesso do movimento, teve início o longo período de exílio de Jaime Cortesão. Em 1927 transfere-se com a família para França, de onde continua sua luta contra o regime ditatorial português, participando ativamente da “Liga de defesa da República” ou “Liga de Paris”, que consistia em um grupo de refugiados políticos portugueses, residentes na França, que se organizaram no sentido de congregar em uma frente única todos os republicanos em oposição à Ditadura, independente de seus partidos políticos. Em 1931, com a vitória dos republicanos e a proclamação da República na Espanha, Cortesão muda-se para a capital espanhola, onde reside com a família entre os anos de 1931 a 1939.
Entre 1935 e 1936 Judith residiu na cidade de Lisboa, onde era aluna da Faculdade de Letras da Universidade de Lisboa. Judith e seus irmãos também eram militantes ativos dos movimentos em oposição ao regime ditatorial português e também acabaram sendo presos em diversas ocasiões. Judith foi presa pela primeira vez em Lisboa, em 31 de março de 1936, aos 21 anos de idade, por “motivo político”, como consta em sua ficha prisional. Depois de transferida para o Hospital de Arroios, em Lisboa, onde estava internada como presa, Judith fugiu do referido hospital em 25 de junho do mesmo ano.
Após a fuga, Judith junta-se aos seus pais na Espanha, onde participadas mobilizações da Guerra Civil Espanhola, atuando também como enfermeira durante o conflito. Durante a guerra, o edifício em que vive a família Cortesão é bombardeado e Judith é ferida no braço. Permanecem na Espanha até 1939, quando Francisco Franco derrota as tropas republicanas e assume o poder do país. Com a instauração do regime ditatorial na Espanha, a família transfere-se para a França, atravessando os Pirenéus a pé.
A família permanece em Biarritz, no sudoeste da França, até o ano seguinte quando, diante da ocupação da França pelos nazistas, durante a Segunda Guerra Mundial, em junho de 1940, e acreditando numa suposta anistia concedida pelo governo português, através da promulgação do Decreto-Lei n.º 30.484, de 1.º de junho de 1940, Judith Cortesão, seu pai, sua mãe e um pequeno grupo de refugiados regressaram a Portugal atravessando a Espanha de trem.Entraram em Portugal pela fronteira de Vilar Formoso, na noite de 27 de junho de 1940, onde foram detidos pela Polícia de Vigilância e Defesa do Estado.
Jaime e Judith são levados para Lisboa sob prisão, chegando em 29 de junho, onde ele é encainhado para a prisão de Aljube, enquanto que Judith é enviada para a 7.ª Esquadra e, logo depois, transferida para o presídio feminino Cadeia das Mónicas. Pai e filha são banidos do país em 13 de setembro de 1940, quando lhes é dado o prazo de 30 dias para que se retirassem do território nacional, sendo ambos libertados no dia 19 de outubro do mesmo ano. No dia seguinte a sua soltura, Judith e seus pais embarcam a bordo do navio Angola, no cais do Porto de Lisboa com destino ao Brasil. Sua irmã, Maria da Saudade, partiria para o Brasil poucos meses depois, em 1941, onde em 1947, viria a se casar com o poeta brasileiro Murilo Mendes.

## Brasil
Estabelecido no Brasil com a esposa e as filhas, Jaime dedicou-se aos estudos sobre a História de Portugal, com enfoque nos descobrimentos portugueses. Escreveu para inúmeros periódicos, além de realizar diversas conferências e ministrar cursosem universidades brasileiras, o que levou a família Cortesão aconviver com importantes intelectuais e artistas brasileiros, como Sérgio Buarque de Holanda, Murilo Mendes, Cecília Meireles, Clarice Lispector, Carlos Scliar, Lasar Segall, Darcy Ribeiro entre outros. Judith teria conhecido o marido, Agostinho da Silva, neste círculo intelectual, com quem teve oito filhos, dois deles adotivos, 21 netos e uma bisneta.
O casal residiu sucessivamente em Itatiaia, em Santa Catarina e no Uruguai, onde já separada do marido, durante o regime militar, no início dos anos 1970, Judith foi presa e torturada, sob a acusação de ligação com os guerrilheiros tupamaros. No início do segundo semestre de 1954, Judith e Agostinho voltaram a residir São Paulo, após um período na Paraíba onde ele foi professor, por conta da participação de Agostinho, a convite do seu sogro na organização da Exposição Histórica em Comemoração ao IV Centenário da cidade de São Paulo.
Já separada do marido, trabalhou como Bibliotecária Chefe daFaculdade de Medicina da Universidade Federal de Santa Catarina e depois mudou-se com os filhos para o Rio de Janeiro, onde foi Diretora do Arquivo de Ensino Superior do Ministério da Educação e Cultura. Na segunda metade da década de 1960, Judith mudou-se para o Uruguai, onde viveu por sete anos e onde se graduou em Biologia, Antropologia e Meteorologia, além de desenvolver diversas pesquisas nas áreas de Biologia e Medicina. No Uruguai, enfrentou, mais uma vez, uma ditadura militar, instauradano país entre os anos de 1973 a 1985, e viveu momentos difíceis, sendo novamente presa e torturada sob a acusação de envolvimento com os guerrilheiros Tupamaros.

## Retorno a Portugal e ao Brasil
Em julho de 1974, após o golpe de 25 de abril que pôs fim ao regime salazarista em Portugal e, depois de quase 34 anos longe de seu país, Judith retornou à sua terra natale passa a trabalhar na Faculdade de Medicina de Coimbra. Foi nessa época de seu retorno que ela desenvolveu um método de educação para adultos, ao qual nomeou “Método Terra/Homem”. Em julho de 1977, partiu em missão médica para outros países da Europa, como Reino Unido, Dinamarca, Suécia e Finlândia, retornando ao Brasil, ainda em 1977, quando, residindo em Brasília, organizou um Centro de Formação de Recursos Humanos e de Documentação em Medicinade Reabilitação, no Hospital de Doenças do Aparelho Locomotor de Brasília, da Rede Hospitalar Sarah Kubitschek.
Na Secretaria Especial do Meio Ambiente, Judith foi Assessora da Coordenação Geral de Política Ambiental, do Departamento de Planejamento e Coordenação de Política Ambiental e representou essa secretaria junto à Comissão Interministerial para os Recursos do Mar, ao Programa Antártico Brasileiro (PROANTAR) e à Comissão Nacional para Assuntos Antárticos (CONANTAR). Com a extinção da SEMA em 1989, Judith passou a integrar aentão criada Secretaria de Meio Ambiente, vinculada à Presidência da República.
Em 1982, no âmbito do Programa Antártico Brasileiro, Judith conheceu o continente antártico, na primeira expedição brasileira. Na expedição, Judith foi responsável pela coordenação dos 40 projetos de pesquisa desenvolvidos pela SEMA, o principal deles buscava “acomprovação dos laços ecológicos entre a Antártida e o Brasil, justificando aurgência da presença brasileira no Continente Antártico”. Ficou também encarregada de coletar informações sobre ascondições médicas, modalidades de saneamento, formas de provimento de águapotáve e o destino dos resíduos sólidos nas estações e bases científicas visitadas durante a expedição. O documento serviria de base para a criação da Estação Antártica Brasileira.
Como representante da SEMA, Judithy fez parte do comitê que elaborou os postulados ambientais para a Constituinte, em 1985. Na comissão, atuou como Coordenadora do Comitê de Recursos Naturais e Meio Ambiente, na qual defendeu uma maior participação da sociedade no apoio aos trabalhos da Comissão.
Em 1993 para a cidade de Rio Grande, no Rio Grande do Sul. Na Fundação Universidade Federal do Rio Grande (Furg), onde foi professora do único curso de pós-graduação em Educação Ambiental Marinha do Brasil, Judith dedicou-se a erudição em diversas áreas do conhecimento dentre as quais neuroendocrinologia e genética e reprodução humana.
Escreveu dezesseis livros, entre eles Pantanal, Pantanais e Juréia, Luta pela Vida. Participou da elaboração de seis filmes, como Taim, de Lyonel Lucini, sobre a reserva gaúcha. Foi uma das criadoras do programa Globo Ecologia e da ong ARCA, e consultora das ongs SOS Mata Atlântica e Instituto Acqua. Ela idealizou o Centro de Informação e Formação de Médicos e Cirurgiões de Doenças do Aparelho Locomotor de Brasília, no Hospital Sarah Kubitschek, e representou o Brasil em comissões internacionais, como a das Nações Unidas sobre Poluição Marinha de Origem Terrestre, no Quênia, e a do Patrimônio da Humanidade, no Canadá. Acompanhou missões da Unesco em Portugal e no Brasil, e representou o Peru, o Uruguai e a Inglaterra em congressos sobre assuntos tão diversos como medicina, literatura e educação]]. Participou ainda das duas primeiras expedições brasileiras à Antártida, em 1982 e 1983.

## Morte
Judith morreu em 25 de setembro de 2007, em Genebra, na Suíça, aos 92 anos.

## Homenagens
Em 2003, em Brasília, recebeu pelo presidente da República, Luiz Inácio Lula da Silva, a Ordem do Mérito Cultural. Também em sua homenagem esta em andamento a construção da Casa de Cultura Judith Cortesão dos Povos de Língua Portuguesa (RS) que será no prédio onde nasceu o almirante da Marinha Brasileira, Joaquim Marques Lisboa.
A Casa de Cultura deve receber o acervo Dra. Maria Judith Zuzarte Cortesão, formado por seis mil peças, entre livros, revistas, teses, documentos em geral, além de artesanato dos mais diversos países.
Em 2005, a Fundação Universidade Federal do Rio Grande – FURG juntamente com o programa de pós-graduação em Educação Ambiental – PPGEA foram contemplados no Edital 1/2005 do Ministério do Meio Ambiente para implantação de uma Sala Verde, a qual foi denominada de Sala Verde Judith Cortesão, devido a doação do acervo pessoal da Prof. Dra. Judith Cortesão.

## Publicações
- Mata atlântica,  Editora Index: Fundação S.O.S. Mata Atlântica, 1991.[6]
- Juréia: a luta pela vida [São Paulo] Ed. Index 1989.[7]